# Vince Gill
Vince Gill (Norman, Oklahoma, 1957. április 12. –) többszörös Grammy-díjas amerikai gitáros, énekes, dalszerző. Pályafutása során több mint 20 stúdióalbumot készített, negyvennél is többször szerepelt a Billboard Hot Country Songs slágerlistáján, és több mint 26 millió lemezt adott el. Tagja a Country Music Hall of Fame-nek.

## A korai évek
Vince Gill az oklahomai Norman városában született. Édesapja J. Stanley Gill bíróként dolgozott, és szabadidejében country zenét játszott egy együttesben, míg háztartásbeli édesanyja – Jerene – hobby szinten szájharmonikán játszott. Ez ösztönözte Vince-t a zenei karrier irányába. Apja segítségével Gill – többek között – bendzsón és gitáron is megtanult játszani, mielőtt elkezdte az Oklahoma City Northwest Classen High School középiskolát. Az iskolában a Mountain Smoke nevű bluegrass formációban játszott – előzenekara lettek a Pure Prairie League-nak.

## Pályafutása

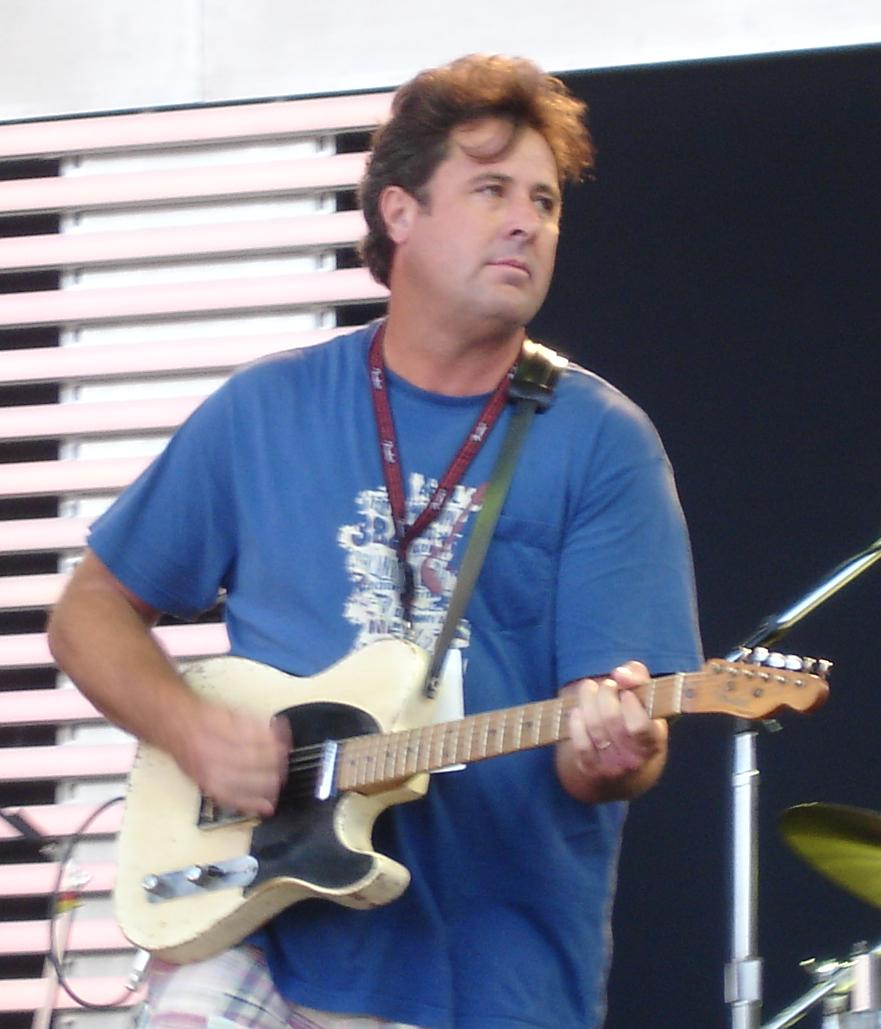
Vince Gill a 2007-es Crossroads fesztiválon

1975-ben Louisville-be (KY USA) költözött, hogy a Blugrass Alliance tagja legyen, majd rövid idő elteltével Ricky Skaggs Boone Creek nevű együttesével Los Angeles-be (CA USA) utazott, ahol hamarosan a Sundance bluegrass formáció tagja lett. 1979-ben csatlakozott a Pure Prairie League-hoz mint énekes, és három lemezt adtak ki az együttessel – ezek közül az 1980-as Firin' Up albumon a Let Me Love You Tonight című szám a Top Ten slágerlistára került. 1981-ben a Rodney Crowellt kísérő Cherry Bombs tagja lett olyan zenészekkel együtt mint Tony Brown és Emory Gordy Jr., akikkel később szólólemezek sorát adta ki.
Igazi ismertséget 1979-ben a Pure Prairie League-vel kiadott első Can't Hold Back című albummal szerzett. Mark Knopfler felkérte, hogy csatlakozzon a Dire Straits-hez – Gill ugyan elutasította az ajánlatot, de az On Every Street albumon közreműködött. Részt vett Joe Bonamassa 2011-ben kiadott Dust Bowl című albumának felvételein. 2012. tavaszán Bonnie Tyler brit rockénekesnő visszatérő, Rocks & Honey albumára énekeltek fel egy közös duettet What You Need from Me címmel. A lemez 2013. március 8-án jelent meg Európában, május 14-én pedig Amerikában.
2017-ben Deacon Frey-jel együtt felvették az Eagles együttesbe a néhai Glenn Frey helyett.

## Magánélete
Vince Gill 1980-ban elvette feleségül Janis Olivert, a Sweethearts of the Rodeo country csapat énekesét. A házaspárnak egy lánya – Jennifer Jerene Gill – született 1982 május 5-én. Gill időnként fellépett felesége koncertjein is. Vince és Janis a 90-es években elváltak. Gill 2000. márciusában újranősült – Amy Grant énekesnővel köttetett házasságából 2001. március 12-én  született lányuk Corrina Grant Gill.
Gill és felesége nagy Nashville Predators-drukkerek, bérlettel rendelkeznek, és gyakran megjelennek a stadion óriás kivetítőjén. A 2007-es rájátszás megnyitójában együtt énekelték az amerikai himnuszt.
Gill nagy rajongója a University of Oklahoma amerikaifutball-csapatnak. Gyakran jár a Nashville-i Belmont Egyetem kosárlabdacsapatának mérkőzéseire is.

## Díjai

### Academy of Country Music
- 1984 Top New Male Vocalist (Legjobb Férfi Énekes)
- 1992 Song of the Year (az Év Dala) John Barlow Jarvis-szel – "I Still Believe In You"
- 1992 Top Male Vocalist (Legjobb Férfi Énekes)
- 1993 Top Male Vocalist (Legjobb Férfi Énekes)

### Country Music Association
- 1990 Single of the Year (az Év Dala) – "When I Call Your Name"
- 1991 Male Vocalist of the Year (az Év Legjobb Férfi Énekese)
- 1992 Male Vocalist of the Year (az Év Legjobb Férfi Énekese)
- 1992 Song of the Year (az Év Dala) Max D. Barnes-szal – "Look At Us"
- 1993 Album of the Year (az Év Albuma) – "I Still Believe in You"
- 1993 Male Vocalist of the Year (az Év Legjobb Férfi Énekese)
- 1993 Song of the Year (az Év Dala) John Barlow Jarvis-szel – "I Still Believe In You"
- 1994 Entertainer of the Year (az Év Előadója)
- 1994 Male Vocalist of the Year (az Év Legjobb Férfi Énekese)
- 1995 Male Vocalist of the Year (az Év Legjobb Férfi Énekese)
- 1999 Vocal Event of the Year az (Év Énekes eseménye) Patty Loveless-szel – "My Kind of Woman, My Kind of Man"

### Country Music Hall of Fame
- beiktatva 2007-ben[10]

### Grammy-díjak
- 1990 Best Country Vocal Performance, Male (Legjobb Country Énekes Előadás, férfi) – "When I Call Your Name"
- 1991 Best Country Vocal Collaboration (Legjobb Country Énekes Együttműködés) Ricky Skaggs-szal és Steve Warinerel – "Restless"
- 1992 Best Country Song (Legjobb Country dal) John Barlow Jarvisszel – "I Still Believe in You"
- 1992 Best Country Vocal Performance, Male (Legjobb Country Énekes Előadás, férfi) – "I Still Believe in You"
- 1993 Best Country Instrumental Performance (Legjobb Country Instrumentális Előadás) Asleep at the Wheel, Chet Atkins, Eldon Shamblin, Johnny Gimble, Marty Stuart, és Reuben "Lucky Oceans" Gosfield  közreműködésével – "Red Wing"
- 1994 Best Country Vocal Performance, Male – "When Love Finds You"
- 1995 Best Country Song (Legjobb Country dal) – "Go Rest High on That Mountain"
- 1995 Best Male Country Vocal Performance (Legjobb Country Énekes Előadás, férfi) – "Go Rest High on That Mountain"
- 1996 Best Male Country Vocal Performance (Legjobb Country Énekes Előadás, férfi) – "Worlds Apart"
- 1997 Best Country Instrumental Performance (Legjobb Country Énekes Előadás, férfi) Randy Scruggs-szal – "A Soldier's Joy"
- 1997 Best Male Country Vocal Performance (Legjobb Country Énekes Előadás, férfi) – "Pretty Little Adriana"
- 1998 Best Male Country Vocal Performance (Legjobb Country Énekes Előadás, férfi) – "If You Ever Have Forever In Mind"
- 1999 Best Country Instrumental Performance (Legjobb Country Instrumentális Előadás) Tommy Allsup, Asleep at the Wheel, Floyd Domino, Larry Franklin, és Steve Wariner közreműködésével – "Bob's Breakdowns"
- 2001 Best Country Instrumental Performance (Legjobb Country Instrumentális Előadás) Jerry Douglas, Gen Duncan, Albert Lee, Steve Martin, Leon Russell, Earl Scruggs, Gary Scruggs, Randy Scruggs, Paul Shaffer és Marty Stuart közreműködésével  – "Foggy Mountain Breakdown"
- 2002 Best Male Country Vocal Performance (Legjobb Country Énekes Előadás, férfi) – "The Next Big Thing"
- 2006 Best Male Country Vocal Performance (Legjobb Country Énekes Előadás, férfi) – "The Reason Why"
- 2007 Best Country Album (Legjobb Country Album) – "These Days"
- 2008 Best Country Instrumental Performance (Legjobb Country Instrumentális Előadás) Brad Paisley, James Burton, John Jorgenson, Albert Lee, Brent Mason, Redd Volkaert és Steve Wariner közreműködésével  – "Cluster Pluck"

### Nashville Songwriters Hall of Fame
- beiktatva 2005-ben[12]

## Diszkográfia
Eddig megjelent albumai a következők:
- 1984: Turn Me Loose
- 1985: The Things That Matter
- 1987: The Way Back Home
- 1989: When I Call Your Name
- 1991: Pocket Full of Gold
- 1992: I Still Believe in You
- 1993: Let There Be Peace on Earth
- 1994: When Love Finds You
- 1995: The Essential Vince Gill
- 1995: Souvenirs
- 1996: High Lonesome Sound
- 1998: The Key
- 1998: Breath of Heaven: A Christmas Collection
- 2000: Let's Make Sure We Kiss Goodbye
- 2000: 'Tis The Season
- 2003: Next Big Thing
- 2006: These Days